# Sankt Oswald, Hạ Áo
Sankt Oswald là một thị xã thuộc huyện Melk trong bang Niederösterreich.